# 卢干达语
卢干达语，又称干达语（[oluɡaːnda]），是乌干达的主要语言。使用者超过一千万，主要集中在乌干达南部，包括首都坎帕拉。它属于尼日尔刚果语系的班图语支。它是一种SVO型黏着语。卢干达语约有六百万母语使用者，四百万人把它当做工作语言。它是除英语外乌干达使用最广泛的语言。